# American Motorcyclist Association
Die American Motorcyclist Association (AMA) ist eine US-amerikanische Motorradsport-Organisation mit Sitz in Pickerington, Ohio, und über 274.000 Mitgliedern. Die AMA wurde 1924 gegründet und ist heute mit 80 Profi- und über 3.700 Amateurveranstaltungen pro Jahr die größte derartige Organisation der Welt und seit Oktober 1970 alleiniger Repräsentant der FIM in den Vereinigten Staaten. Die Motorcycle Hall of Fame wird von der AMA betrieben.
Nationale Meisterschaften unter der Obhut der AMA werden u. a. in den Sparten Superbike, Supercross und Motocross ausgetragen.